# De gesluierde planeet
De gesluierde planeet is een hoorspel uit 1970. Het is de tweede serie uit de Matt Meldon-cyclus, geschreven door de Belg Paul van Herck. Na de avonturen op de maan in de eerste serie, Apollo XXI - Het maanmysterie, verschuiven de handelingen in De gesluierde planeet naar Venus. De bewoners van Venus proberen de Aarde te vernietigen door de grote mogendheden tegen elkaar op te zetten. In de hoofdrollen speelden steeds Bert Dijkstra als Matt Meldon en Paul van der Lek als generaal Stevens.
| Genre        | sciencefiction      |
| Auteur       | Paul van Herck      |
| Bewerking    | Paul van Herck      |
| Regie        | Harry Bronk         |
| Techniek     | Herman van der Lely |
| Aantal delen | 33                  |
| Tijdsduur    | 575 minuten         |

## Rolverdeling
| Personage                      | Acteur                              |
| Matt Meldon                    | Bert Dijkstra                       |
| Generaal Stevens               | Paul van der Lek                    |
| Maarschalk Gorotsjow           | Jan Verkoren (tot en met deel 8)    |
| Steve Meldon                   | Tom van Beek                        |
| Thomas O'Paine                 | Huib Orizand                        |
| Dr. Takata                     | Herman van Eelen                    |
| Bill Anders                    | Frans Vasen                         |
| Tv-technicus                   | Tonny Foletta                       |
| Crunch reclame ?               | Jos Brink?                          |
| 1e journalist                  | Tom Blom?                           |
| Don Cunningham                 | Piet Ekel                           |
| John                           | Frans Kokshoorn                     |
| Sam                            | Frans Somers                        |
| Secretaresse                   | Paula Majoor                        |
| Mevrouw Takata                 | Paula Majoor                        |
| Astronoom Orwell               | (Mount Pallemore) Bob Verstraete    |
| Receptioniste                  | Gerrie Mantel                       |
| NASA centrale                  | Jos van Turenhout                   |
| Commandant Luna 24             | Jan Wegter                          |
| Operator Luna 24               | Donald de Marcas                    |
| Navigator Boris Luna 24        | Tonny Foletta                       |
| Afweersectie Luna 24           | Jos van Turenhout                   |
| Radar Luna 24                  | Donald de Marcas                    |
| Admiraal Ramsey                | John Leddy                          |
| Oljanow                        | Maarten Kapteyn                     |
| Kolonel Taraskin               | Jack Horn                           |
| Commandobrug Dolphin           | Piet Ekel                           |
| Captain                        | Willy Ruys                          |
| Batterij                       | Frans Vasen                         |
| Radiotechnicus Dolphin         | Frans Vasen                         |
| Iwan                           | Cees van Oyen                       |
| Radar Luna 25a                 | Frans Vasen                         |
| Technicus Sergey Luna 25a      | Piet Ekel                           |
| Emily Bradford                 | Irene Poorter                       |
| Helen Meldon                   | Corry van der Linden                |
| Stewardess                     | Paula Majoor                        |
| Pjotr (Woomera)                | Bert van der Linden                 |
| Observatiepost 4B - Jill       | Tonny Foletta                       |
| Observatiepost 4B - Mack       | Jos van Turenhout                   |
| Hoofdkwartier                  | Willy Ruys                          |
| Piloot Blue 2-4 - Frank Rogers | Louis Bongers                       |
| Basis                          | Frans Somers                        |
| Radarpost AL 65 bij Washington | Frans Vasen                         |
| Piloot Blue 2-6                | Dries Krijn                         |
| Boerin Fields                  | Nel Snel                            |
| Boer David Fields              | Piet Ekel                           |
| Sheriff O'Keefe                | Johan te Slaa                       |
| Luchtmachtbasis Washington     | Paula Majoor                        |
| Kapitein Halloway              | Frans Vasen                         |
| Vaandrig                       | Tonny Foletta                       |
| Soldaat 1e klas Perkins        | Hans Karsenbarg                     |
| President                      | Rob Geraerds                        |
| Telefoniste                    | Paula Majoor                        |
| Receptie Witte Huis            | Donald de Marcas                    |
| Judy                           | Paula Majoor                        |
| Kolonel Fenderbild             | Willy Ruys                          |
| FBI (Frank)                    | Bob Verstraete                      |
| Bryan (FBI)                    | Jos van Turenhout                   |
| Bewaker von Kleine             | Martin Simonis                      |
| Von Kleine                     | Kommer Kleijn                       |
| Agent FBI                      | Frans Vasen                         |
| Een man (Andy)                 | Jan Wegter                          |
| Een vrouw (Joan)               | Nora Boerman                        |
| Commissaris                    | Johan te Slaa                       |
| Basis Woomera                  | Frans Vasen                         |
| Minister van Defensie          | Bob Verstraete                      |
| Tomassov                       | Jan Borkus                          |
| Valentina                      | Hetty Berger                        |
| Leonov                         | Frans Vasen                         |
| Gorotsjow                      | Bert van der Linden (vanaf deel 20) |
| Koningin                       | Joke van den Berg                   |
| Voorman                        | Frans Vasen                         |
| Werkman                        | Jos van Turenhout                   |
| HL45Z Hong Kong                | Jan Borkus                          |
| Amerikaans officier            | Frans Vasen                         |
| Generaal Shaffy                | Bob Verstraete                      |
| Russisch Generaal              | Tonny Foletta                       |
| Russisch officier              | Jaap Hoogstraten                    |
| Plonszeep reclame              | Jos Brink                           |
| Helen Meldon                   | Hetty Berger                        |
| Marsman                        | John Soer                           |
| S-G UN Oe Thant                | Poa Yang Tjong                      |
| Franse afgevaardigde Labise    | Donald de Marcas                    |
| Afgevaardigde Matthews         | Frans Vasen                         |
| Receptioniste UN               | Paula Majoor                        |
| Receptionist NASA              | Frans Vasen                         |
| Agent                          | Tonny Foletta                       |
| Advocaat                       | Bob Verstraete                      |